# Räddningsgymnasiet Sandö
Räddningsgymnasiet Sandö är ett gymnasium med inriktning naturvetenskap, på Sandö i Kramfors kommun och bedrivs i kommunens regi.
Skolan har en 3-årig naturvetenskaplig gymnasieutbildning som är specialutformad för räddningstjänstverksamheten och tillhandahåller ämnet Brand och Räddning.

## Arbetsättet
Skolan använder sig av den pedagogiska modellen PBL – problembaserat lärande. Det innebär att skolarbetet är uppdelat i kunskapsområden som sträcker sig över en tvåveckorsperiod. Kunskapsområdena är ämnesintegrerade, d.v.s. flera ämnen samverkar, och utgår från en punkt som ofta är en aktuell händelse i omvärlden, en praktisk övning eller en upplevelse av något slag.
Alla elever är indelade i basgrupper med åtta elever i varje. I det gemensamma arbetet med att nå de uppsatta kunskapsmålen övar eleven sin förmåga att samarbeta och ta ansvar, tanken är att samtliga gruppmedlemmar ska nå målen vid kunskapsområdets slut. Området examineras alltid enskilt, i form av ett muntligt seminarium eller en skrivning, i slutet av tvåveckorsperioden.
Lärarna stöttar elevens kunskapsutveckling genom att vara ansvariga för kunskapsområdet, vara basgruppshandledare, hålla resurser (lektioner), vara mentorer och finnas tillgängliga. Skolans lokaler är tillgängliga för eleverna dygnet runt.

## Kursplan

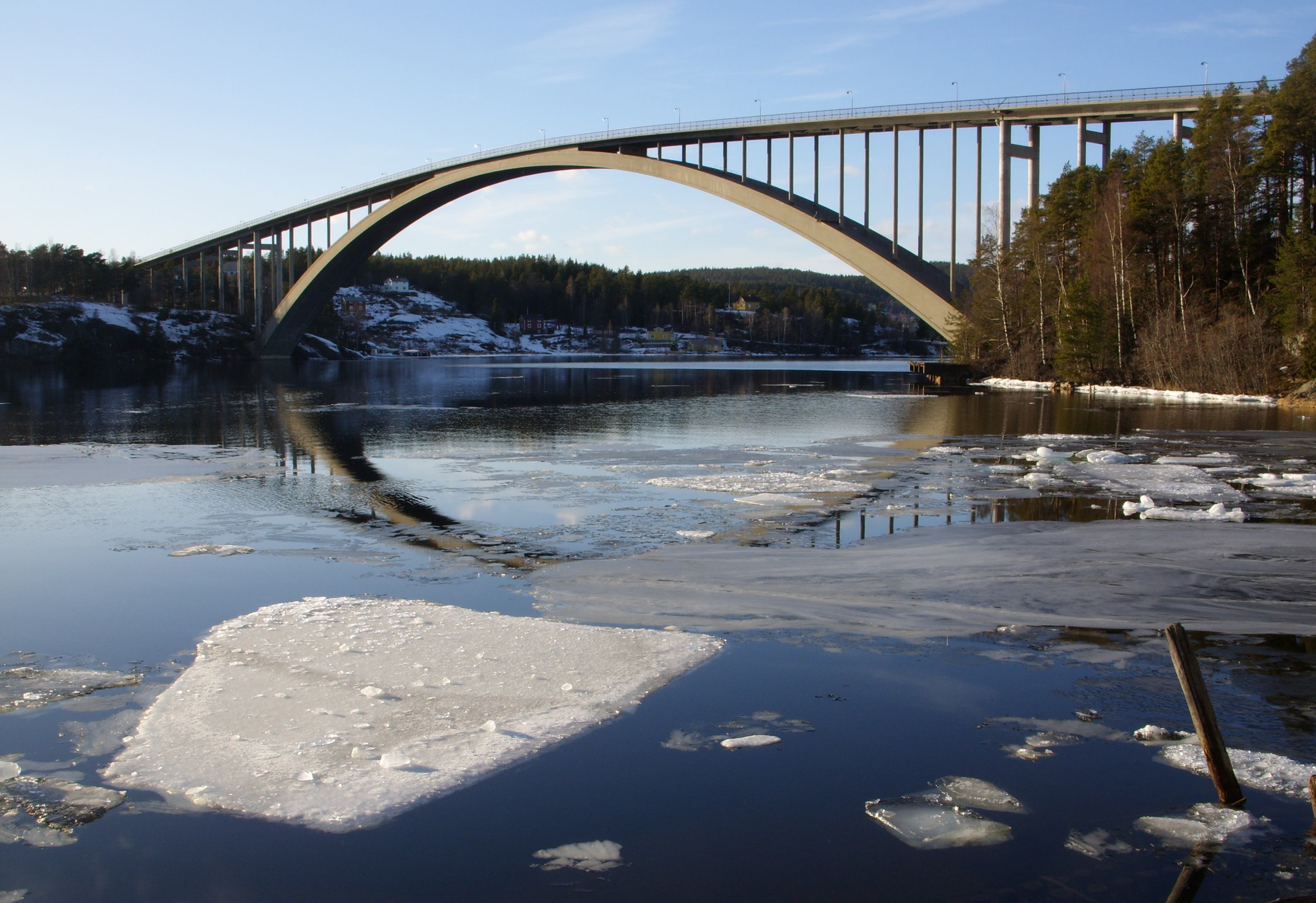
Vy över Sandöbron

| Ämne                                                                                             | Kurs   | Poäng |
| Engelska                                                                                         | 5 - 6  | 200   |
| Historia                                                                                         | 1b     | 100   |
| Idrott och hälsa                                                                                 | 1      | 100   |
| Religionskunskap                                                                                 | 1      | 50    |
| Samhällskunskap                                                                                  | 1b     | 100   |
| Svenska                                                                                          | 1 - 3  | 300   |
| Moderna Språk                                                                                    |        | 100   |
| Matematik                                                                                        | 1c - 4 | 400   |
| Biologi                                                                                          | 1 - 2  | 200   |
| Fysik                                                                                            | 1 – 2  | 250   |
| Kemi                                                                                             | 1 – 2  | 200   |
| Psykologi: (Katastrofpsykologi)                                                                  | 1 – 2b | 100   |
| Humanistisk Samhällsvetenskaplig Specialisering: (Nationell, Internationell Civil Krishantering) |        | 100   |
| Individuellt val:                                                                                |        |       |
| Brand och Räddning                                                                               |        | 200   |
| Gymnasiearbete                                                                                   |        | 100   |
| Totalpoäng                                                                                       |        | 2500  |
| Utökad studiekurs:                                                                               |        |       |
| Idrott och Hälsa                                                                                 | 2      | 100   |
| Akut Omhändertagande                                                                             | 1      | 100   |